# Benetton B195

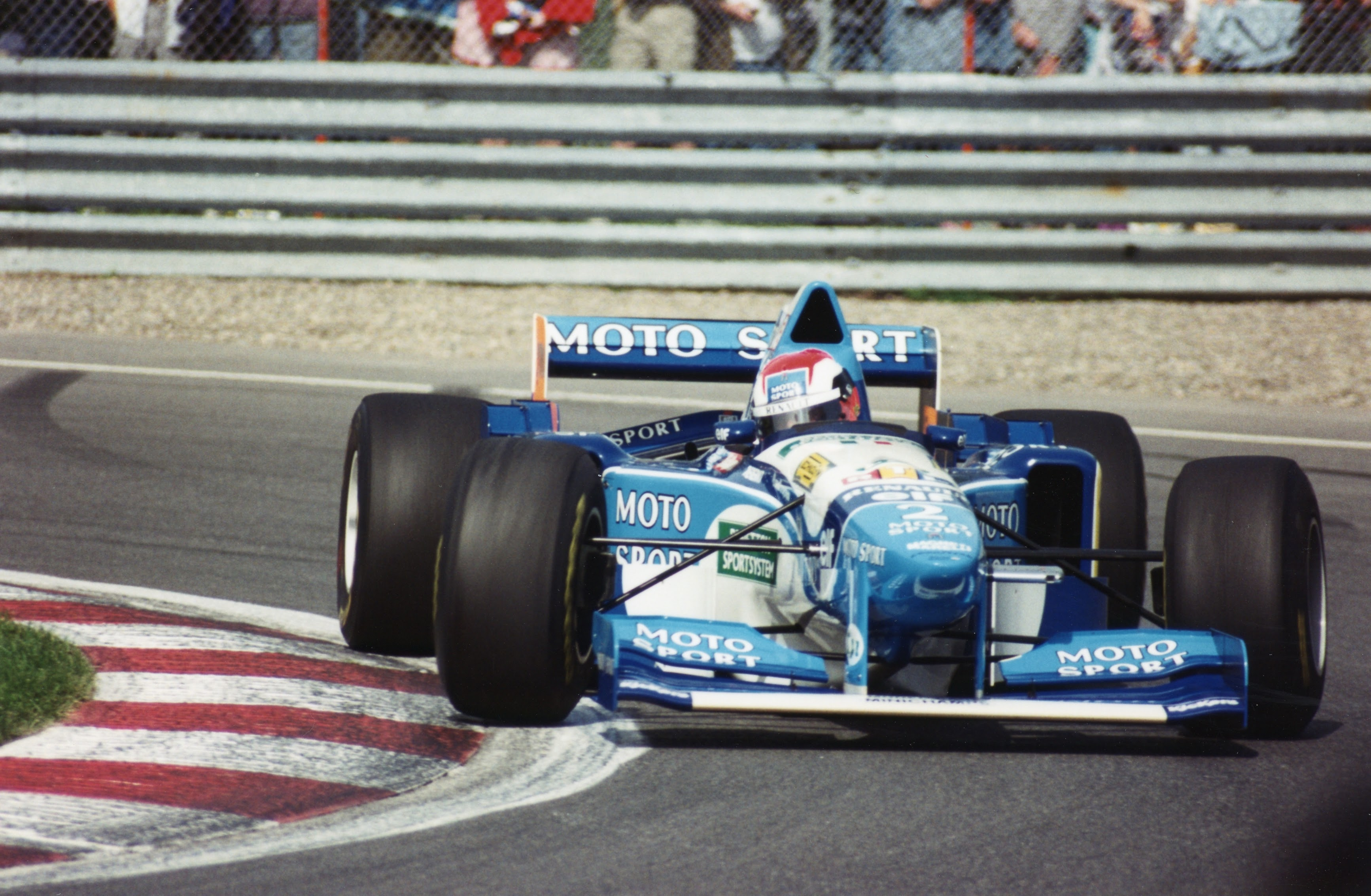
Johnny Herbert im Benetton B195 beim Großen Preis von Kanada 1995

Der Benetton B195 war der zehnte Formel-1-Rennwagen von Benetton.
Der von Ross Brawn und Rory Byrne konstruierte Wagen nahm als Nachfolger des Benetton B194 an allen 17 Rennen der Formel-1-Weltmeisterschaft 1995 teil, wurde vom Deutschen Michael Schumacher sowie dem Briten Johnny Herbert gesteuert und fuhr elf erste Plätze heraus – wodurch das Team die Konstrukteurswertung mit 137 Punkten erstmals gewann. Schumacher konnte seinen Titel verteidigen.
Der V10-Motor RS7 kam von Renault.

## Rennergebnisse
| Fahrer                          | Nr.                             | 1   | 2 | 3   | 4 | 5 | 6   | 7   | 8   | 9 | 10 | 11 | 12  | 13 | 14 | 15 | 16 | 17  | Punkte | Rang |
| ------------------------------- | ------------------------------- | --- | - | --- | - | - | --- | --- | --- | - | -- | -- | --- | -- | -- | -- | -- | --- | ------ | ---- |
| Formel-1-Weltmeisterschaft 1995 | Formel-1-Weltmeisterschaft 1995 |     |   |     |   |   |     |     |     |   |    |    |     |    |    |    |    |     | 137    | 1.   |
| M. Schumacher                   | 01                              | 1   | 3 | DNF | 1 | 1 | 5   | 1   | DNF | 1 | 11 | 1  | DNF | 2  | 1  | 1  | 1  | DNF | 137    | 1.   |
| J. Herbert                      | 02                              | DNF | 4 | 7   | 2 | 4 | DNF | DNF | 1   | 4 | 4  | 7  | 1   | 7  | 5  | 6  | 3  | DNF | 137    | 1.   |

| Legende  | Legende            | Legende                                                          |
| Farbe    | Abkürzung          | Bedeutung                                                        |
| -------- | ------------------ | ---------------------------------------------------------------- |
| Gold     | –                  | Sieg                                                             |
| Silber   | –                  | 2. Platz                                                         |
| Bronze   | –                  | 3. Platz                                                         |
| Grün     | –                  | Platzierung in den Punkten                                       |
| Blau     | –                  | Klassifiziert außerhalb der Punkteränge                          |
| Violett  | DNF                | Rennen nicht beendet (did not finish)                            |
| Violett  | NC                 | nicht klassifiziert (not classified)                             |
| Rot      | DNQ                | nicht qualifiziert (did not qualify)                             |
| Rot      | DNPQ               | in Vorqualifikation gescheitert (did not pre-qualify)            |
| Schwarz  | DSQ                | disqualifiziert (disqualified)                                   |
| Weiß     | DNS                | nicht am Start (did not start)                                   |
| Weiß     | WD                 | zurückgezogen (withdrawn)                                        |
| Hellblau | PO                 | nur am Training teilgenommen (practiced only)                    |
| Hellblau | TD                 | Freitags-Testfahrer (test driver)                                |
| ohne     | DNP                | nicht am Training teilgenommen (did not practice)                |
| ohne     | INJ                | verletzt oder krank (injured)                                    |
| ohne     | EX                 | ausgeschlossen (excluded)                                        |
| ohne     | DNA                | nicht erschienen (did not arrive)                                |
| ohne     | C                  | Rennen abgesagt (cancelled)                                      |
| ohne     | keine WM-Teilnahme |                                                                  |
| sonstige | P/fett             | Pole-Position                                                    |
| sonstige | 1/2/3/4/5/6/7/8    | Punktplatzierung im Sprint-/Qualifikationsrennen                 |
| sonstige | SR/kursiv          | Schnellste Rennrunde                                             |
| sonstige | *                  | nicht im Ziel, aufgrund der zurückgelegten Distanz aber gewertet |
| sonstige | ()                 | Streichresultate                                                 |
| sonstige | unterstrichen      | Führender in der Gesamtwertung                                   |

## Galerie

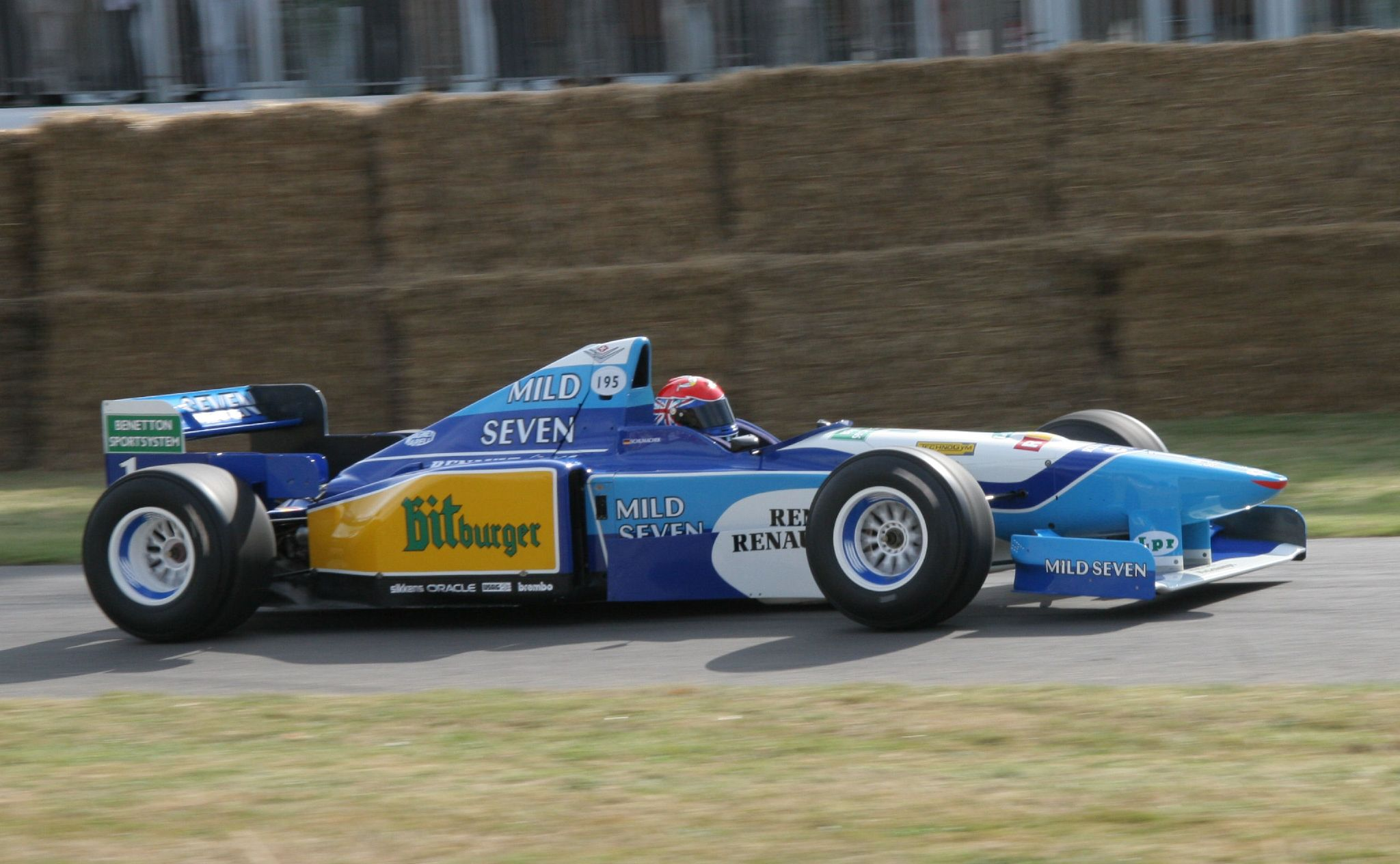
Benetton B195 von Michael Schumacher (Goodwood Festival of Speed, 2006)
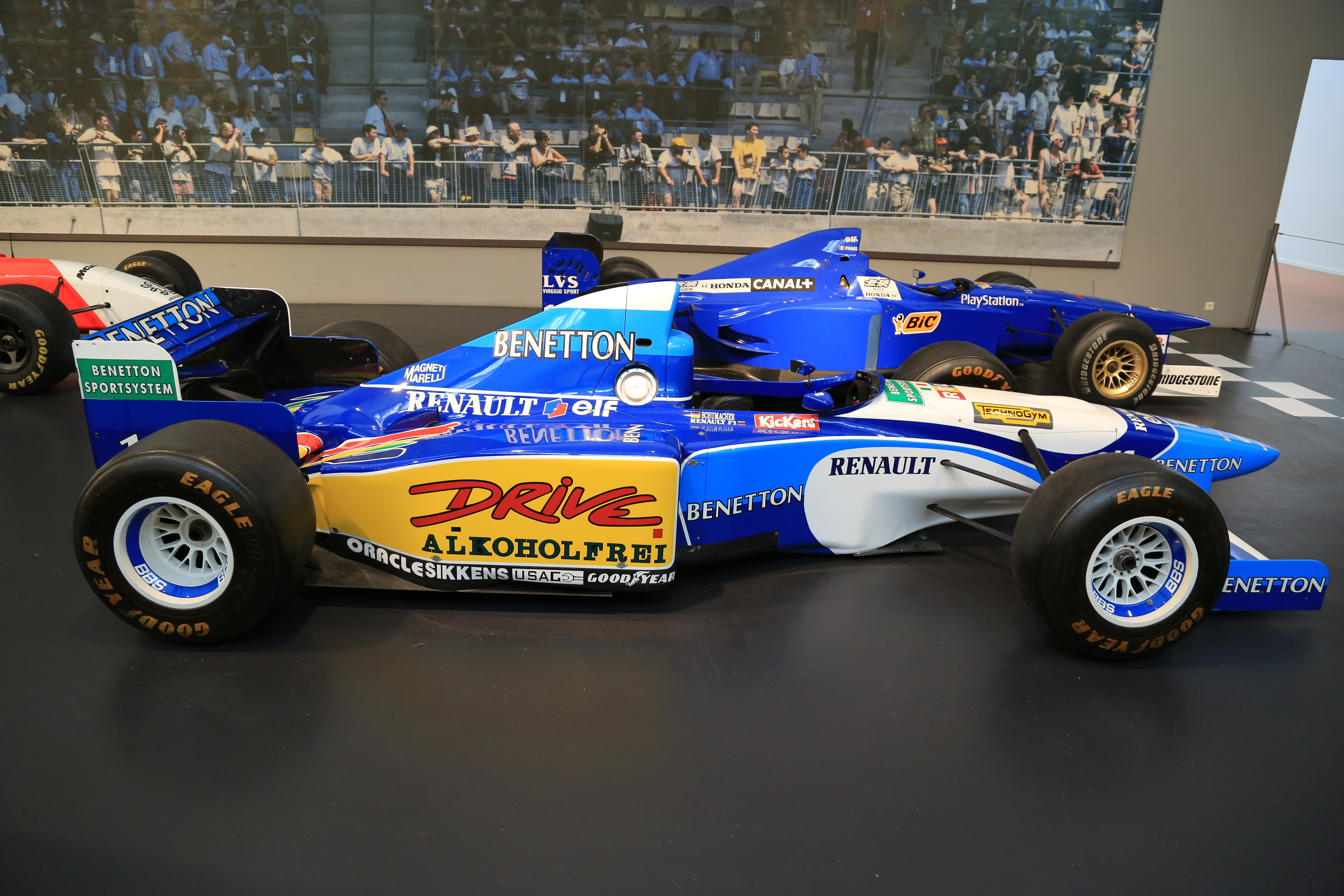
Seitenansicht des Benetton B195 von Michael Schumacher (Cité de l’Automobile, Mülhausen)
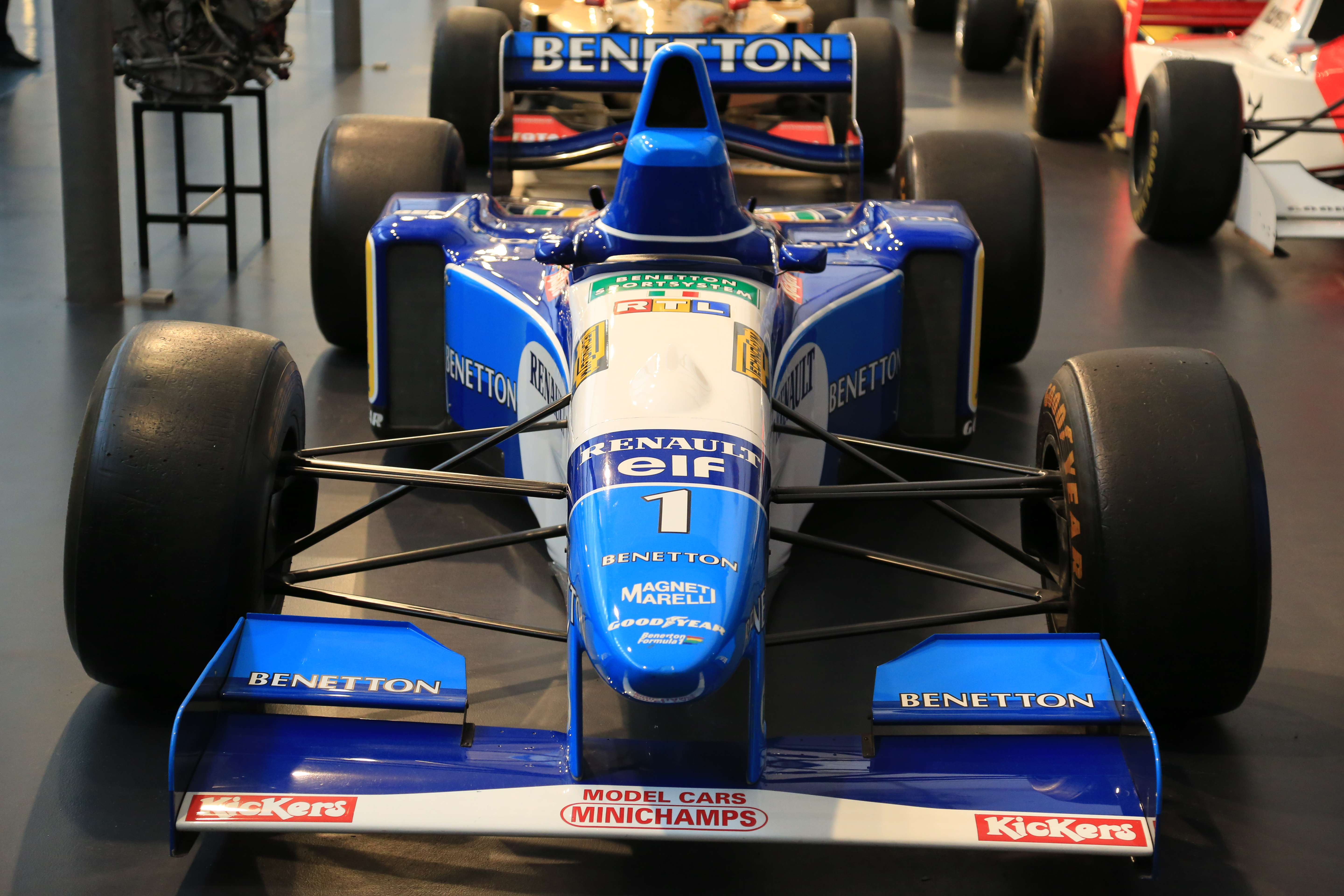
Frontansicht des Benetton B195 von Michael Schumacher (Cité de l’Automobile, Mülhausen)
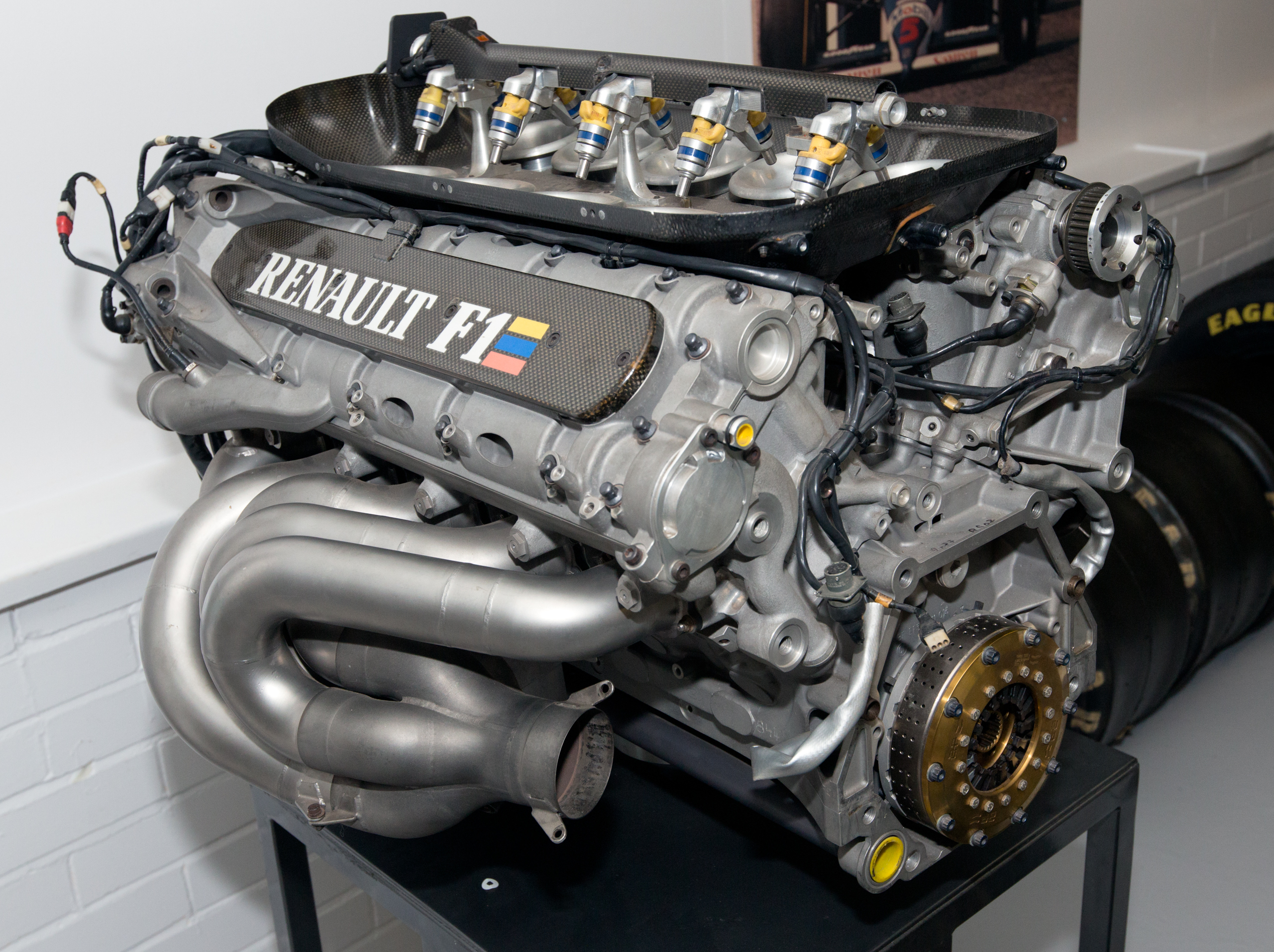
Motor (Renault RS7) des Benetton B195